# Mummia sfortunata
La cosiddetta Mummia sfortunata (Unlucky Mummy) è un antico manufatto egizio nella collezione del British Museum a Londra (reperto AE 22542). L'identità del titolare è sconosciuta. Questo «pannello dipinto per la copertura della mummia di una donna ignota» fu acquisito dal Museo nel 1889.

## Storia
Il soprannome Mummia sfortunata è fuorviante poiché il reperto non è una mummia, ma solo il pannello di legno, coperto di gesso dipinto, destinato alla copertura della salma; è cioè il coperchio del sarcofago più interno e più piccolo (un corpo imbalsamato veniva rinchiuso in più feretri). Fu rinvenuto a Tebe e può essere collocato cronologicamente, grazie alla fattura e alle caratteristiche stilistiche della decorazione, al periodo finale della XXI dinastia o agli inizi della XXII dinastia (950 - 900 a.C.). All'interno del British Museum è noto col numero d'inventario 22542. Il viso privo della barba posticcia e la postura delle mani, con le dita allungate, indicano che l'oggetto era destinato a coprire la mummia di una donna. L'identità della donna è sconosciuta dal momento che le brevi frasi ivi incise non sono altro che formule religiose che non menzionano il nome della defunta. L'elevata qualità del coperchio suggerisce una destinataria di alto rango. Era usuale, per le donne di tale posizione sociale, prendere parte all'esecuzione delle musiche e dei canti che accompagnavano i riti nel tempio di Amon-Ra; a partire da ciò, le vecchie pubblicazioni del Museo appellavano la destinataria del reperto 22542 sacerdotessa di Amon-Ra. Ernest A. Wallis Budge, conservatore delle Antichità Egizie e Assire del Museo dal 1894 al 1924, ipotizzò che potesse essere di sangue reale, ma si tratta di una pura speculazione non supportata dall'iconografia dell'oggetto.

### Caratteristiche fisiche
Il pannello ligneo, coperto di gesso dipinto, è lungo 168,5 cm, largo 38 e spesso 12. Oltre ai colori apposti direttamente sul gesso steso a sua volta sul legno, vanno segnalate le mani sporgenti dal corpo. Il reperto è in ottime condizioni.

## Leggende sullaMummia sfortunata
Il pannello della Mummia sfortunata ha acquisito la reputazione di portare sfortuna e numerose leggende si sono sviluppate intorno a esso: gli sono stati attribuiti morti, feriti e disastri di cui il più celebre è il naufragio dell'RMS Titanic, il 15 aprile 1912, da cui si è sviluppato il soprannome. La diceria vuole che l'oggetto si trovasse sulla nave destinata ad affondare: in realtà, non lasciò mai il Museo fino al 1990, quando fu prestato a una mostra. Nessuna di queste leggende ha un fondamento, ma il loro aumentare ha portato a numerose richieste di chiarimenti presso il Museo. Una smentita fu pubblicata da Ernest Wallis Budge nel 1934.
Il reperto è stato anche collegato alla morte dello scrittore e giornalista britannico Bertram Fletcher Robinson. Nel 1904, Robinson condusse delle ricerche sulla storia del manufatto quando lavorava come giornalista per il Daily Express. Si convinse che la Mummia sfortunata avesse dei poteri malefici e morì tre anni dopo a 36 anni d'età.